# 董安于
董安（？—前496年），中国春秋时期晋国赵氏的家臣，董氏。 

## 生平
董安于在赵鞅（趙簡子）繼位前已為趙氏效力，年少時為趙氏擔任文書撰寫文告命令，得到前朝讚賞和各國稱信其義；壯年時候董安于成為趙簡子的重臣，跟從司馬治理軍隊，使軍中不再出現殘暴的虐待行為；到年老時董安于跟隨宰官治理民事，使民眾對趙氏忠心不二。
趙簡子命令董安于營建晉陽城（今山西省太原市），在董安于的治理下，晉陽城牆厚實，倉庫中也有充足的錢糧，官署的牆垣用上坚韧的灌木主幹建造，以便隨時取材作造箭之用，柱子的基礎則是冶銅所建，因此能供給軍需消耗及製造兵器。之後趙簡子命尹鐸繼續經營晉陽，尹鐸遵循董安于的治理方法。
晉定公十三年（前497年），趙簡子築晉陽城完工，要求邯郸午歸還攻伐衛國所得的五百戶，以便安置在晉陽，邯郸午答應了趙簡子卻沒有馬上歸還民戶，而是聽從父親和兄長之言，等到攻齊後才安排遷徙。趙簡子大怒而殺掉邯郸午，邯郸午的兒子赵稷與家臣涉宾率领邯郸人叛变。夏六月，董安于要赵鞅先作准备。赵鞅说：“晋国有法，先发动祸乱之人处死。我们应后发制人。”董安于说：“与其危害百姓，宁可我一个人去死。请以我作为作乱的解释。”赵簡子不答应。秋七月，范氏、中行氏进攻赵氏之宫，赵簡子逃亡晋阳。趙簡子在得到智、魏、韩三家幫助打敗敵人後，以董安于在固守晉陽中立下功勞，堅持要賞賜他。董安于推辭不受，並說自己自年少時便為趙氏效命，擔任文書、整肅軍紀和理順民事，都得不到賞賜。到現在像得了瘋症般參與戰爭，趙簡子卻要賞賜，自己寧願逃跑也不願接受，說完便真的快步走了出去。於是趙簡子放棄了賞賜董安于的打算。
晉定公十四年（前496年），知文子荀躒寵臣梁婴父讨厌董安于，向知文子说：“不杀死董安于，让董安于在赵氏主理政務，一定能使赵氏得到晋国。何不因他先发动祸难而责备赵氏？”知文子命人告诉赵簡子说：“范氏、中行氏虽发动叛乱，但本是董安于挑起的，晋国有法，先发动祸乱之人处死。范氏、中行氏已经伏罪，谨此奉告。”赵簡子担心这件事。董安于说：“我死则晋国安宁、赵氏安定，哪还用活呢？人有哪個不會死呢？我死得晚了。”于是就上吊自杀。赵簡子把董安于暴尸在市上，告诉知文子：“您命令杀罪人董安于，他已伏罪。谨此奉告。”知文子和赵簡子结盟，赵氏得以安定。赵氏将董安于陪祀宗庙。
趙簡子生前告誡兒子毋卹，一旦晉國生亂，一定要退守晉陽。毋卹繼位為趙襄子後爆發了晉陽之戰，由於董安于的準備和尹鐸的施政取得民心，使趙氏得以堅守晉陽。

## 軼事
趙簡子將從晉陽進發邯鄲，但行之半道，他便下令停止前進。
前頭導引車隊的官吏不解，來向趙簡子請教因何事下令停留，趙簡子說：「董安于還在後頭。」
官吏進言：「趙大夫是領導軍隊的將領，怎麼能為了等一人，而讓三軍駐足停步呢？」
趙簡子說：「嗯。」
之後軍隊又行了約有百步，趙簡子再次下令停留。
領隊的官吏正想再向趙簡子進言，董安于此時剛好從後方趕上隊伍，趙簡子於是便說：「秦國道路有與晉相交之地，我忘了派遣將領駐守。」
董安于答：「安于正是處理這事而耽擱了。」
趙簡子又說：「宮裡賜下的珍寶璧玉，我忘了讓人運載了。」
董安于又答：「安于正是為了這事而耽擱了。」